# Helius hova
Helius hova är en tvåvingeart som beskrevs av Alexander 1955. Helius hova ingår i släktet Helius och familjen småharkrankar.
Artens utbredningsområde är Madagaskar. Inga underarter finns listade i Catalogue of Life.